# Gudauri
Gudauri (georgisch გუდაური) ist ein Ferienort in Georgien. Er liegt 120 Kilometer von der georgischen Hauptstadt Tiflis entfernt auf 2196 m ü. NN an der Georgischen Heerstraße im Großen Kaukasus. Der Ort am Berg Kudebi (3006 m) ist bekannt für Wintersport und für Heliskiing. Etwas oberhalb von Gudauri befindet sich das Denkmal der Georgisch-Russischen Freundschaft.

## Geschichte

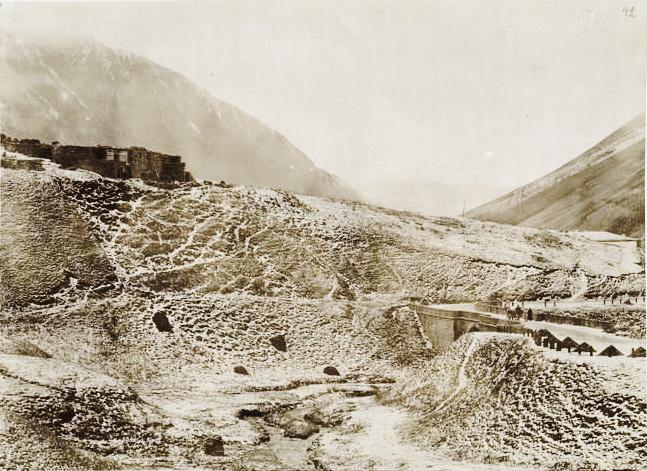
Poststation Gudauri, 1870

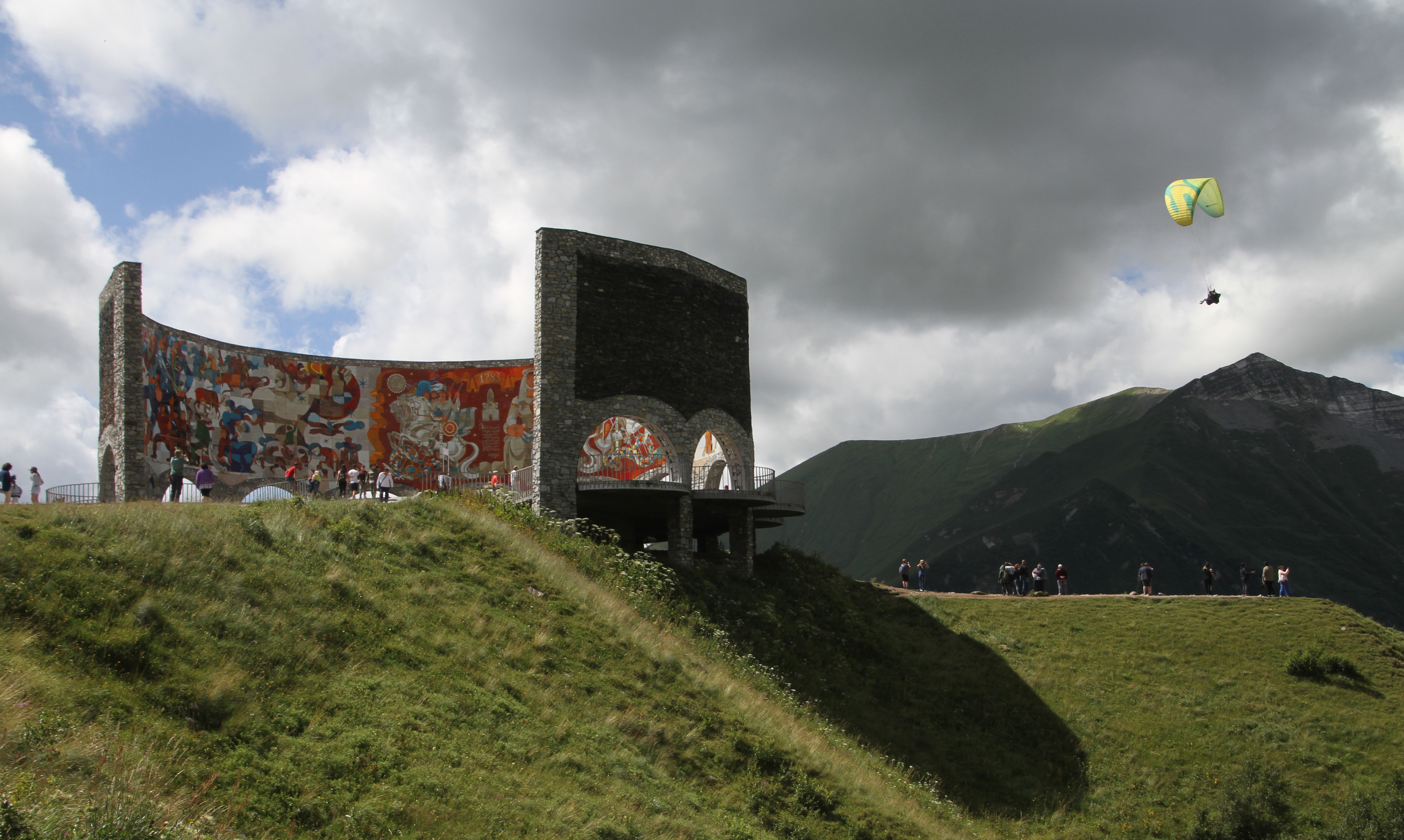
Denkmal der Georgisch-Russischen Freundschaft

Eingangsbereich Hotel Marco Polo

Gudauri war ursprünglich eine Poststation unterhalb des nahe gelegenen Kreuzpasses, an der die Postkutschen zwischen Tiflis und Wladikawkas die Pferde wechselten. In den 1970er Jahren siedelte sich die georgische Kinderskischule an und errichtete eine erste Seilbahn.
Die Entwicklung zum Ferienort begann 1980 auf der Grundlage eines Gutachtens der italienischen Tourismusexperten Hugo Iling and Giuseppe Kanestrini, die im Auftrag der georgischen Regierung die Möglichkeiten des Wintersports in Georgien ausloteten. 1988 errichteten österreichische und schwedische Investoren für rund 30 Mio. Euro ein Vier-Sterne-Ski- und Sporthotel mit 300 Betten, Schwimmbad, Kegelbahn, Tennishalle und Skiliften. Neben diesem Vier-Sterne-Hotel verfügt Gudauri über weitere Hotels, Gästehäuser und Hütten. Entlang der Hauptstraße entstehen weitere Hotels und Apartmenthäuser. Die Anzahl der Besucher ist seit 2004 jährlich gewachsen. Touristen kommen vor allem aus den USA, Deutschland, Österreich, Israel, Russland und der Türkei.

## Wintersaison

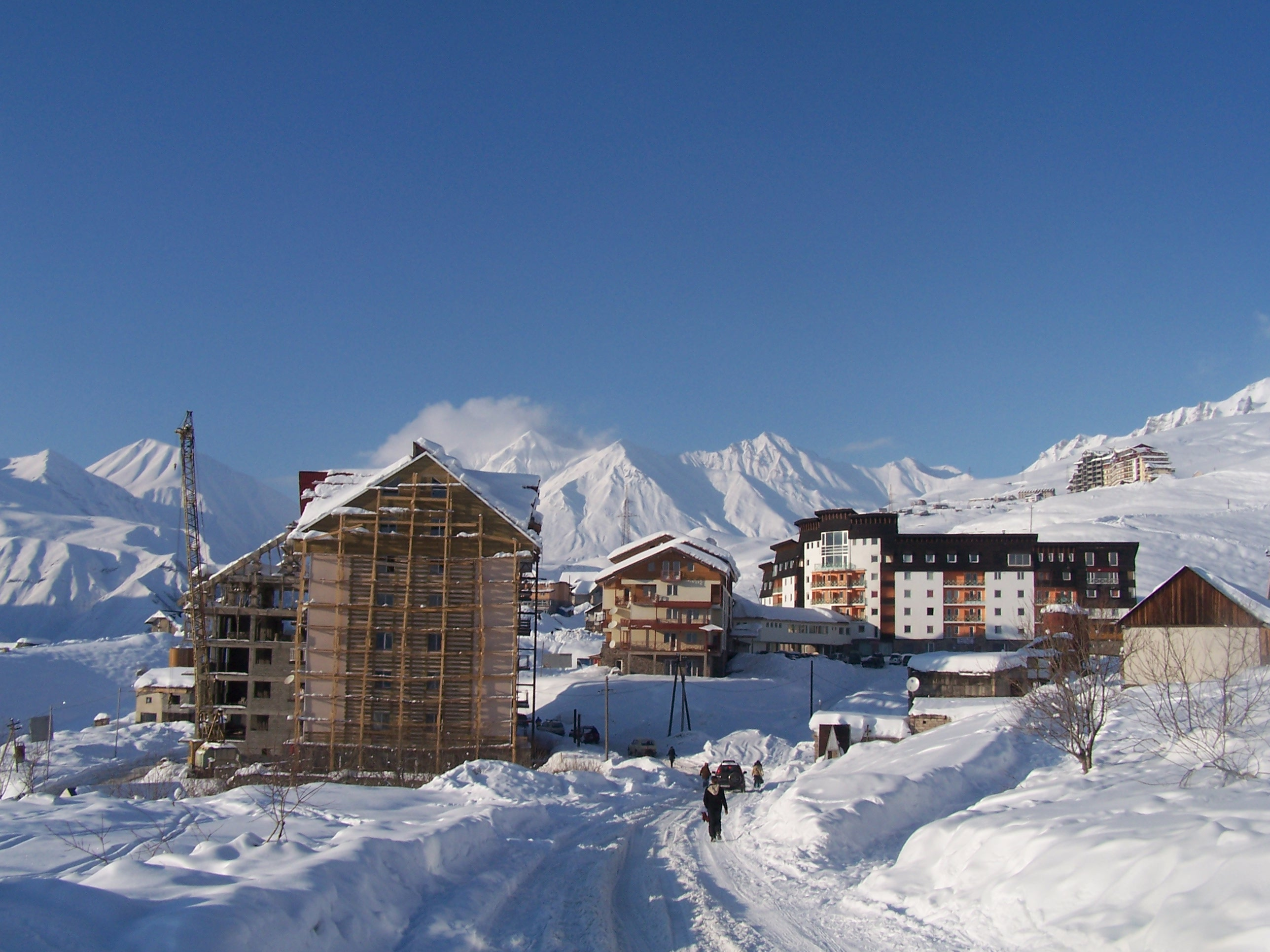
Gudauri,

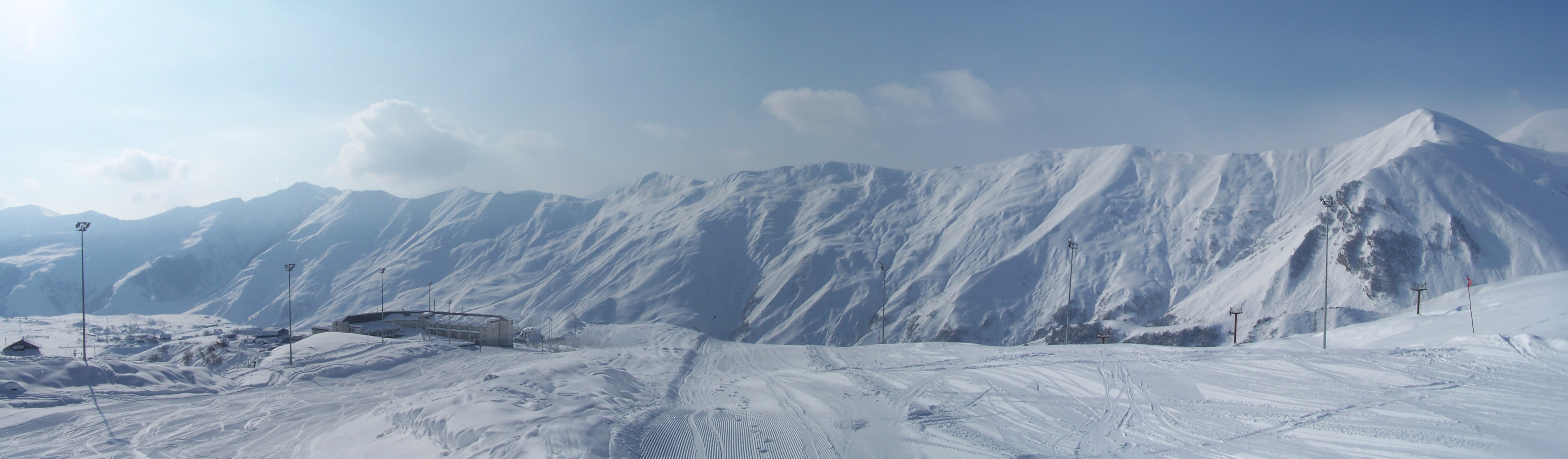
Bergpanorama

Die Skistation hat acht markierte und regelmäßig gewartete Pisten. Sie liegen auf einer Höhe von 1900 m bis 3260 m. Ihre Gesamtlänge beträgt 19 Kilometer, die längste ist fünf Kilometer lang. Sie sind nach westeuropäischen Standards als blau, rot und schwarz ausgewiesen.
Fünf Sessellifte des österreichischen Herstellers Doppelmayr mit drei bzw. vier Sitzen nebeneinander haben eine Beförderungskapazität von in Summe etwa 6000 Menschen pro Stunde. Sie sind von 10:00 bis 16:00 bzw. 17:00 Uhr in Betrieb. Am 16. März 2018 kam es beim 4er-Sessellift Sadzele zu einem Zwischenfall: der Lift fuhr mit hoher Geschwindigkeit rückwärts und schleuderte bei der Talstation zahlreiche Personen aus den Sesseln; etwa ein Dutzend wurde dabei verletzt.
Der Ort hat sich einen Namen für Heliskiing gemacht. Ein schweizerisches und österreichisches Unternehmen bringt Skifahrer und Snowboarder in der Umgebung von Gudauri bis auf eine Höhe von 4400 m. Beliebte Ziele sind Abhänge nahe dem Berg Kasbek, die Trusso-Schlucht, die Ksani-Schlucht, die Liachwi-Schlucht, das Mepiskalo-Plateau und die Gudamakari-Schlucht. Es gibt auch Möglichkeiten zum Gleitschirmfliegen.
Die Fédération Internationale de Ski (FIS) hat Pisten für Slalom, Riesenslalom, Super-Riesenslalom und Abfahrtslauf ausgewiesen. Seit den 1980er Jahren wurden in Gudauri drei FIS-Wettbewerbe und zwei sowjetische Ski-Meisterschaften abgehalten.
Die Wintersaison dauert von Dezember bis Mitte April. Die Schneedecke beträgt durchschnittlich 1,5 Meter. In der Wintersaison 2004/2005 lag der Schnee hier rund fünf Meter hoch. Bei ergiebigem Schneefall im Winter kann noch im Mai skigefahren werden.

## Sommersaison

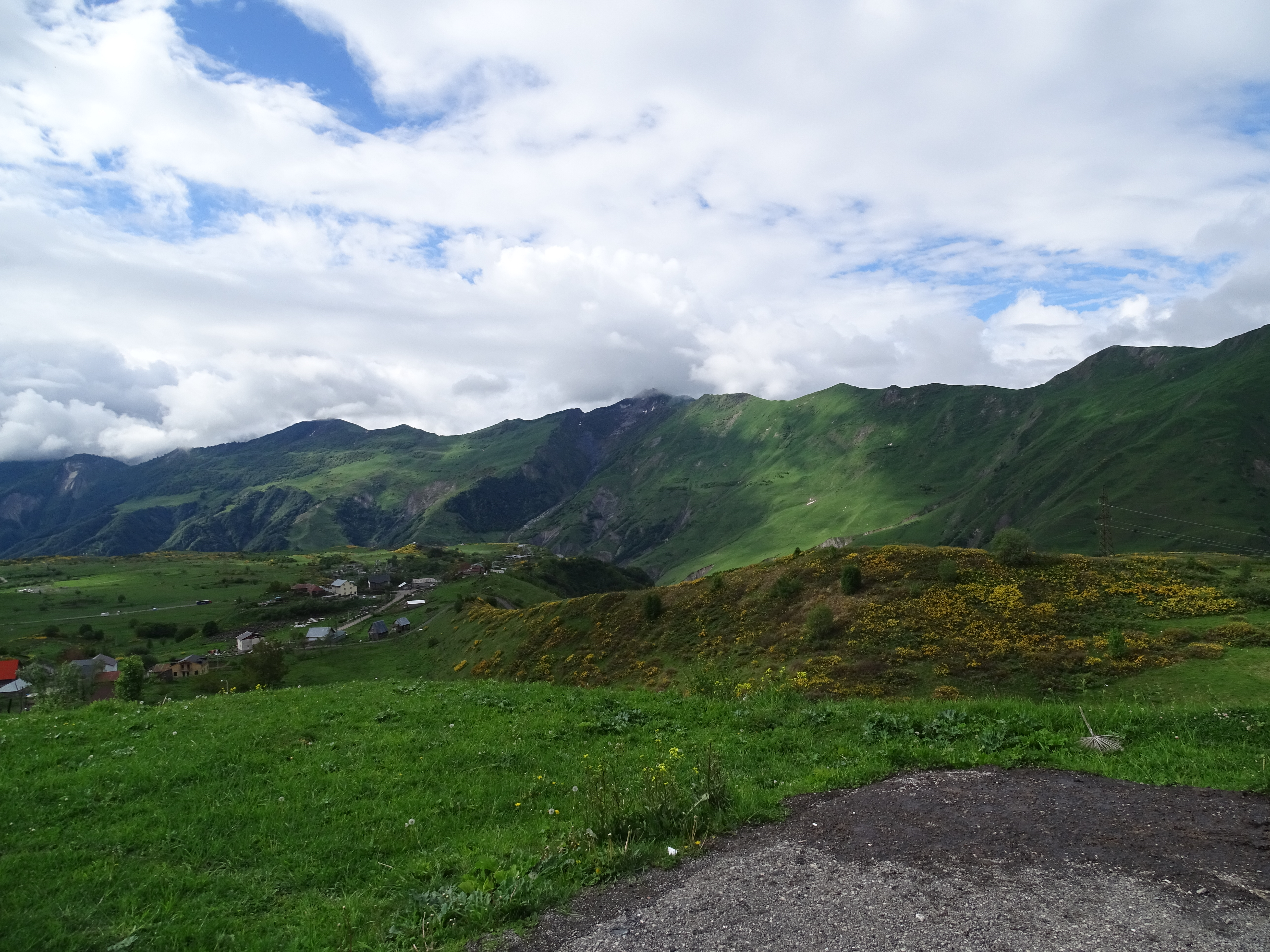
Gudauri im Frühsommer

Die Sommersaison dauert von Mai bis Oktober. Ein Teil der Hotels ist während der Sommersaison geschlossen, die Hotelpreise sinken in dieser Zeit um rund 50 %. Im Sommer bietet Gudauri Wanderungen durch das Chadatal, zur Chadahütte (2670 m) und zum Dewdoraki-Gletscher an. In Gebirgsbächen kann nach traditionellen Methoden geangelt werden. Zudem werden Reittouren angeboten.